# Canillo
Canillo, antigament Canílleu, és una de les set parròquies del principat d'Andorra, la primera en l'ordre tradicional. L'any 2023 comptava amb 5.781 habitants.

## Geografia

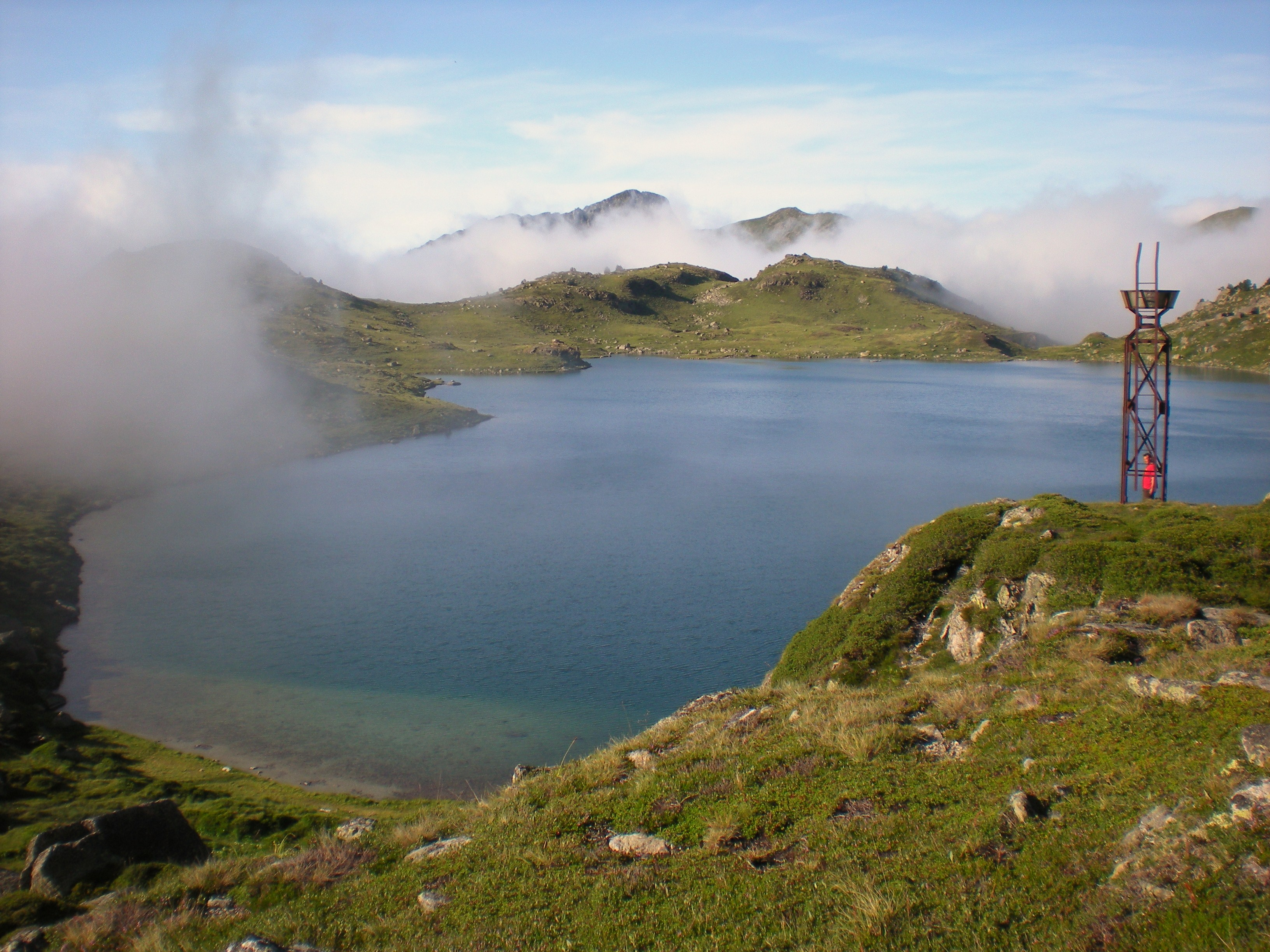
Port d'Incles

La parròquia de Canillo s'estén al nord-est del Principat sobre l'eix de la vall de la Valira d'Encamp, i limita amb les parròquies d'Encamp al sud, d'Ordino a l'oest, i el Sabartès del departament francès de l'Arieja al nord i a l'est. El nucli principal de la parròquia és el nucli de Canillo, que dona nom a la parròquia i on està situat el comú de Canillo. Canillo és la parròquia més extensa de les set que formen Andorra amb 110 km².
Pel que fa a la geografia física, a la parròquia de Canillo hi trobem la vall d'Incles, la vall de Ransol i la vall de Montaup. A la parròquia s'hi troba l'estany més gran d'Andorra, l'estany de Juclà, amb 21,3 hectàrees.

### Núclis de població
La parròquia està dividida administrativament en veïnats: Soldeu, el Tarter, l'Aldosa de Canillo, Meritxell, el Forn, el Vilar, Canillo i Prats. Al seu torn, els veïnats inclouen altres nuclis de població com Incles, Montaup o Ransol.
| |          |          |          |
| \| Municipi \| Població \| Extensió \| Densitat \| \| ------------------- \| -------- \| -------- \| -------- \| \| l'Aldosa de Canillo \| 260 \| n/a \| n/a \| \| Canillo \| 2.404 \| n/a \| n/a \| \| el Forn \| 77 \| n/a \| n/a \| \| Incles \| 429 \| n/a \| n/a \| \| Meritxell \| 61 \| n/a \| n/a \| \| els Plans \| 19 \| n/a \| n/a \| \| Prats \| 81 \| n/a \| n/a \| \| Ransol \| 275 \| n/a \| n/a \| \| Soldeu \| 622 \| n/a \| n/a \| \| el Tarter \| 925 \| n/a \| n/a \| \| el Vilar \| 7 \| n/a \| n/a \| \| Total \| 5.781 \| 121 \| 47,78 \| |          |          |          |
| Municipi | Població | Extensió | Densitat |
| l'Aldosa de Canillo | 260      | n/a      | n/a      |
| Canillo | 2.404    | n/a      | n/a      |
| el Forn | 77       | n/a      | n/a      |
| Incles | 429      | n/a      | n/a      |
| Meritxell | 61       | n/a      | n/a      |
| els Plans | 19       | n/a      | n/a      |
| Prats | 81       | n/a      | n/a      |
| Ransol | 275      | n/a      | n/a      |
| Soldeu | 622      | n/a      | n/a      |
| el Tarter | 925      | n/a      | n/a      |
| el Vilar | 7        | n/a      | n/a      |
| Total | 5.781    | 121      | 47,78    |

### Clima

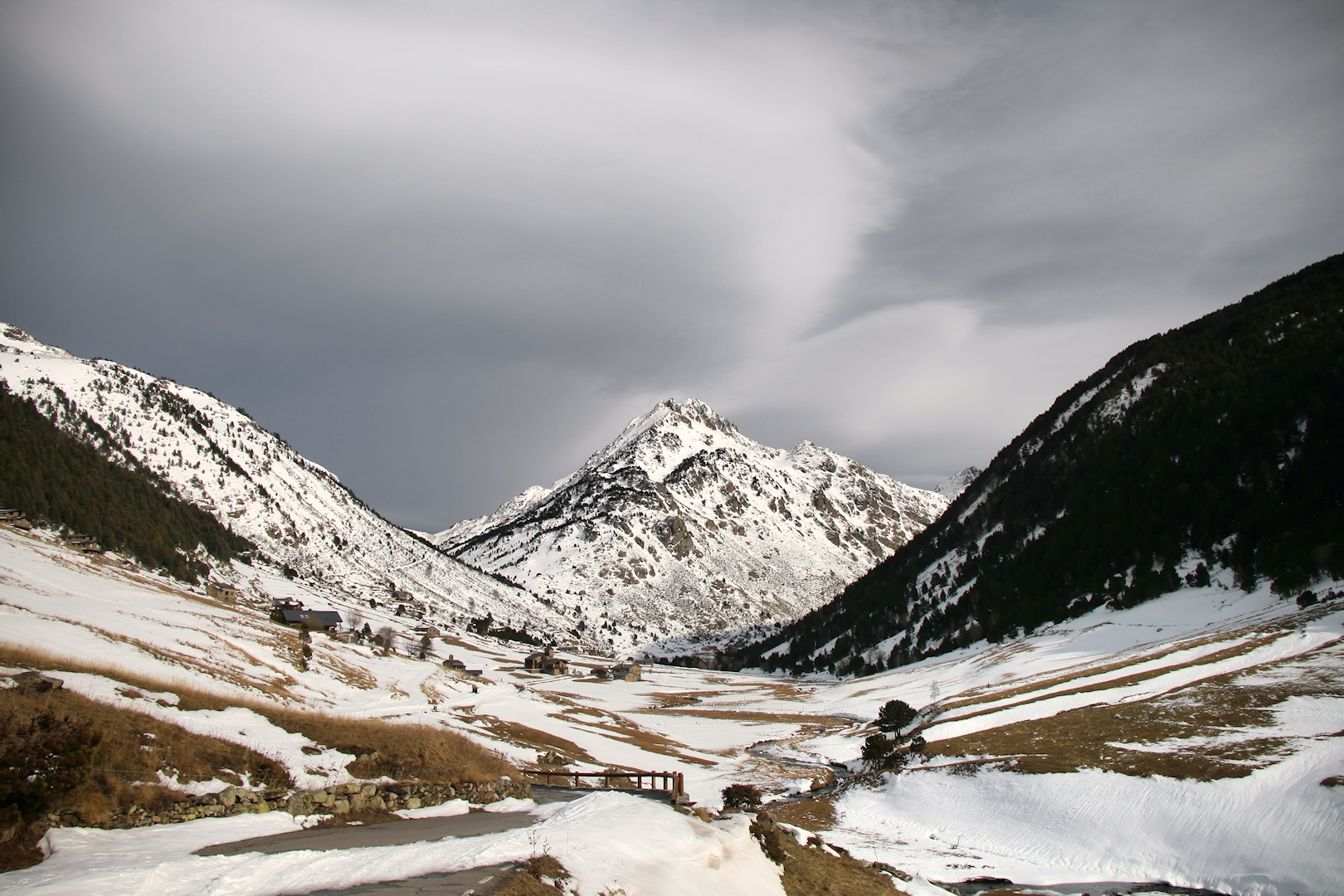
La Vall d'Incles nevada

La parròquia de Canillo té un clima continental humit. La temperatura mitjana anual és de 6,2 graus centígrads (°C). La mitjana de precipitacions anuals és de 992,2 mil·límetres (mm), sent maig el mes més humid. D'acord amb la mitjana anual, la temperatura és més alta el juliol amb una mitjana de 15 °C i, la més baixa, és al gener amb vora -1,4 °C. La temperatura més alta mai enregistrada a Encamp fou de 36 °C l'1 de juliol de 1994, mentre que la més baixa fou de 23 °C sota zero l'11 de febrer de 1956.

## Història

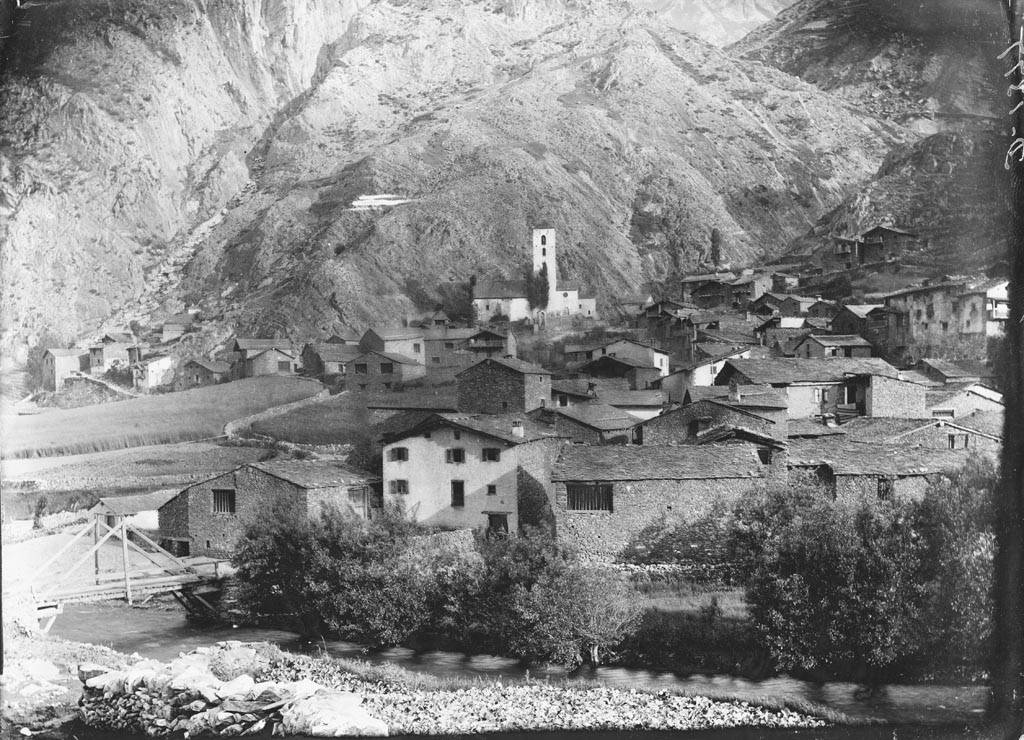
Vista de la vila de Canillo el 1907

Amb la parròquia d'Encamp es va disputar el dit Terreny de Concòrdia, un sector d'explotació comuna de 15,6 km², i a la fi aquest terreny se'l va quedar la parròquia d'Encamp. Amb el Sabartès es va disputar la solana d'Andorra, un terreny tradicional de pasturatge reclamat pels pobles occitans de l'Hospitalet i de Merenç. Una sentència del Consell Superior de Perpinyà del 1776, ratificada pel Consell Reial de Tolosa de Llenguadoc el 1835, va reconèixer el dret a favor de Canillo.
Canillo és considerada el centre religiós d'Andorra amb el santuari de la Mare de Déu de Meritxell, patrona d'Andorra, l'església romànica de Sant Joan de Caselles, la més ben conservada, i l'església parroquial de Sant Serni que destaca per la torre alta i massissa i una talla gòtica del Sant Crist del segle xiv. La parròquia també és un centre d'esports d'hivern amb el Palau de Gel d'Andorra, la seu de la Federació Andorrana d'Esports de Gel, i les instal·lacions de l'estació d'esquí de Soldeu - el Tarter. La Biblioteca Comunal de Canillo es va crear l'any 1988. Inicialment es va ubicar a l'edifici sociocultural Cal Metge, i el seu fons bibliogràfic provenia essencialment de donacions. El 23 de maig del 2005 es va inaugurar la nova biblioteca a l'edifici del telecabina del poble.

## Demografia

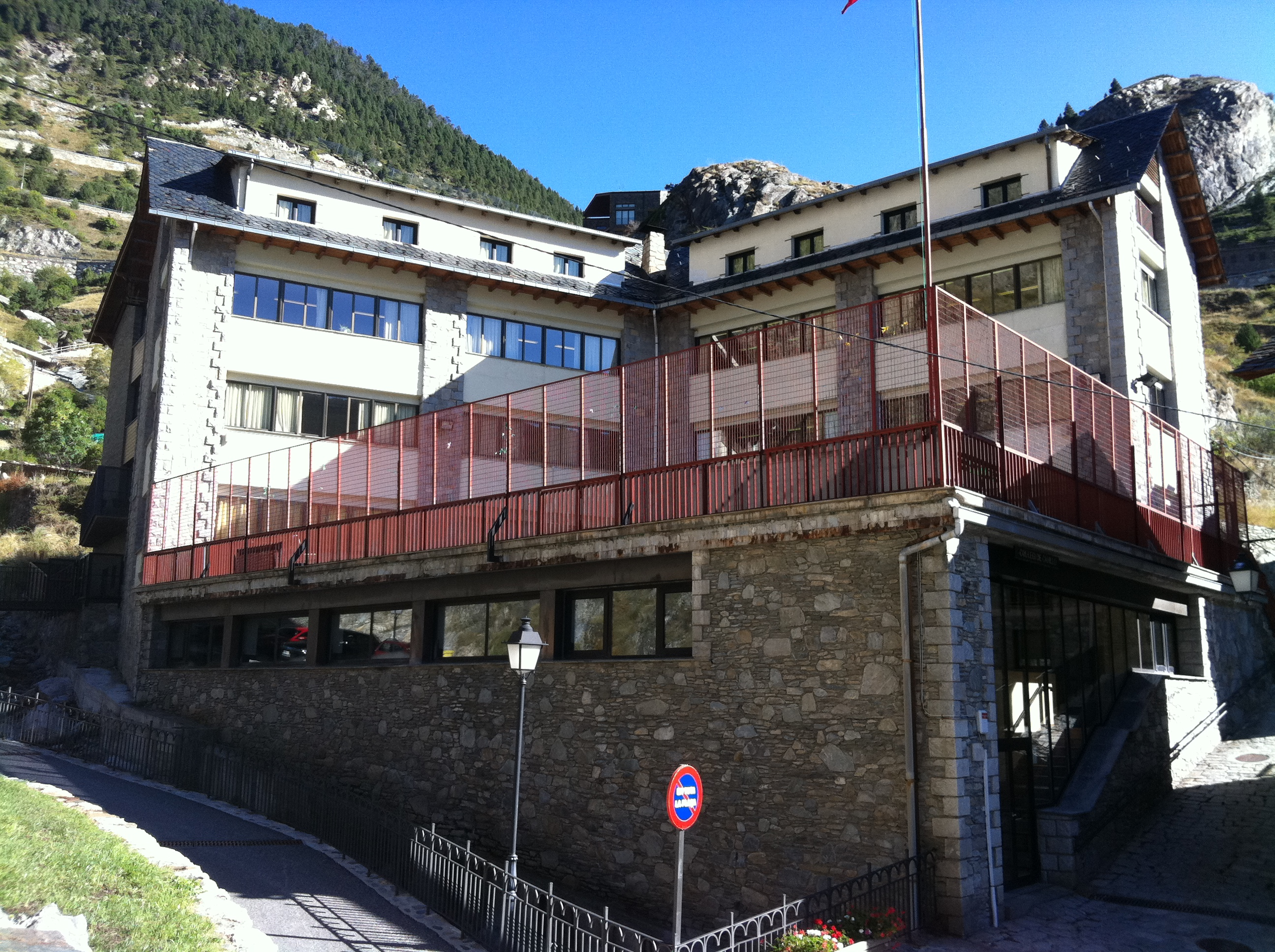
Escola a la vila de Canillo

## Demografia[6]
| Gràfica d'evolució de Canillo entre 1963 i 2020 |
|                                                 |

## Política i govern

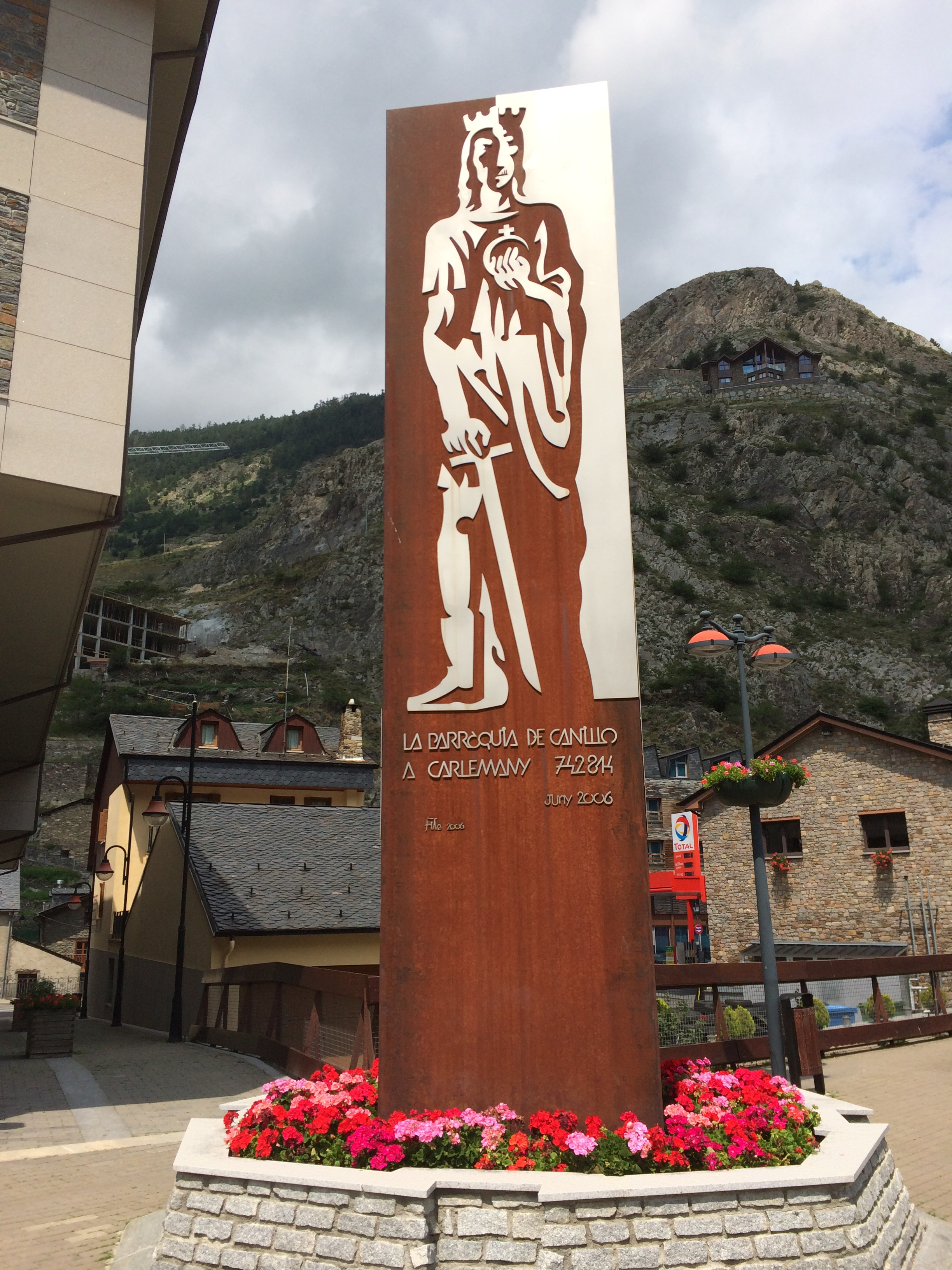
La parròquia de Canillo a Carlemany

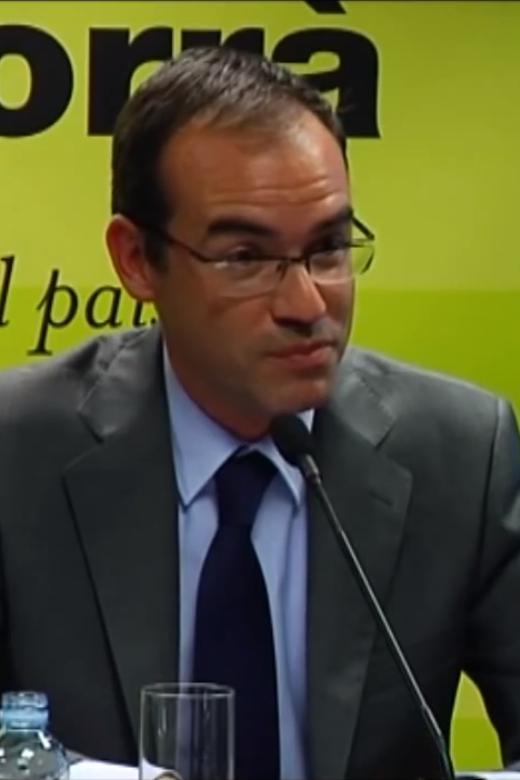
Jordi Alcobé, l'actual Cònsol

### Composició del Comú de Canillo
| Llista            | Llista                    | Vots  | %     | Escons |
| ----------------- | ------------------------- | ----- | ----- | ------ |
|                   | Demòcrates + Independents | 432   | 63,2  | 10     |
| Blancs            | Blancs                    | 218   | –     | –      |
| Nuls              | Nuls                      | 34    | –     | –      |
| Total             | Total                     | 684   | 100   | 10     |
| Cens/participació | Cens/participació         | 1.220 | 56,06 | –      |

En la següent taula és pot vore l'històric de consellers comunals electes segons la seua filiació política. Les candidatures guanyadores estàn marcades en negreta.
| Candidatura | Candidatura | 1995 | 1999 | 2003 | 2007 | 2011 | 2015 | 2019 | 2023 |
|             | DA          | -    | -    | -    | -    | 14   | 10   | 8    | 10   |
|             | PS          | -    | -    | -    | 2    | -    | -    | -    | -    |
|             | PLA         | -    | -    | 11   | 12   | -    | -    | -    | -    |
|             | Ind         | 14   | 14   | 3    | -    | -    | -    | 2    | -    |
| Total       | Total       | 14   | 14   | 14   | 14   | 14   | 10   | 10   | 10   |
| Fonts:      |             |      |      |      |      |      |      |      |      |

### Cònsols majors
| #                    | Cònsol Major             | Inici del mandat | Fi del mandat | Partit | Partit |
| ?                    | Xavier Jordana Rossell   | 1983             | 1987          |        | Ind    |
| ?                    | Xavier Escribà           | 1987             | 1991          |        | Ind    |
| ?                    | Francesc Areny           | 1991             | 1995          |        | Ind    |
| Etàpa constitucional |                          |                  |               |        |        |
| I                    | Bibiana Rossa Torres     | 1995             | 2001          |        | Ind    |
| II                   | Josep Mandicó Calvó      | 2001             | 2003          |        | Ind    |
| III                  | Enric Casadevall Medrano | 2003             | 2011          |        | PLA    |
| IV                   | Josep Mandicó Calvó      | 2011             | 2019          |        | DA     |
| V                    | Francesc Camp Torres     | 2019             | 2023          |        | DA     |
| VI                   | Jordi Alcobé Font        | 2023             | -             |        | DA     |

## Transport

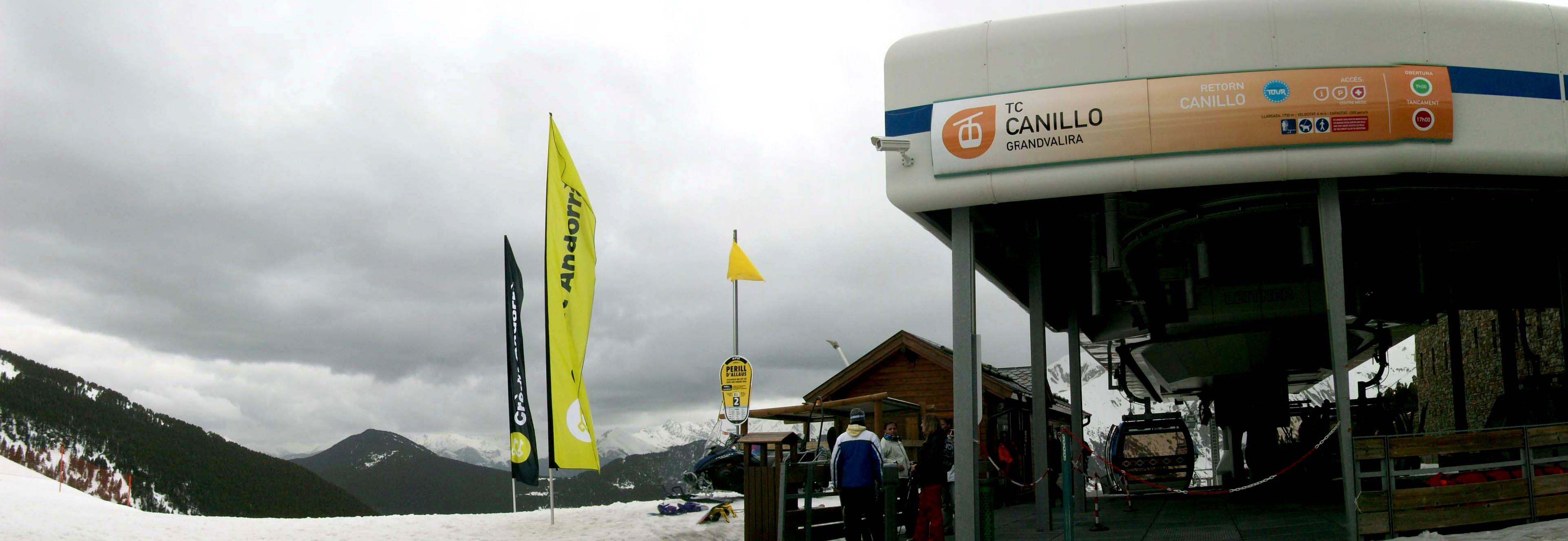
Telecabina de Canillo a Grandvalira

- Telecabina de Canillo - Telecabina del Tarter - Telecabina de Soldeu
- Autobusos interurbans d'Andorra[18]
  - L3 - L4
- l'Uclic[19]
- Xarxa de carreteres d'Andorra
  - CG-2 - CS-230 - CS-240 - CS-250 - CS-251 - CS-255 - CS-260 - CS-261 - CS-262 - CS-270 - CS-280

## Agermanaments
Aquesta és la llista amb els municipis agermanats amb la parròquia de Canillo:
- Arès, departament de Gironda, França. (1997)[20]